# Joāo Mallmann "Parobé"
João Mallmann "Parobé" es un exfutbolista brasileño nacido en Guaporé en 1939. Puntero izquierdo catalogado por los conocedores como "habilidoso y rápido", era un goleador nato, que jugaba naturalmente por los costados de la cancha. 
Su apodo nació a raíz del nombre de un barrio llamado Parobé. Curiosamente, se inició como jugador de básquetbol y vóley pero un día fue tentado por Grêmio de Porto Alegre para jugar al fútbol, y allí comenzó su carrera. En los años '50 jugó para la selección militar de fútbol de Brasil, donde conoció a Édison Arantes do Nascimento, "Pelé". 
En 1962 fue contratado por San Lorenzo de Almagro, de Argentina, donde jugó 8 partidos.
Luego pasó por las filas de Internacional de Porto Alegre y de allí pasó a Juventude en 1965. También jugó en Corinthians y se retiró en 1972 en el Blumenau SC, donde también ejercía funciones de director técnico.
- Datos: Q12176934